# Лукас Ойл Стэдиум
Лукас Ойл Стэдиум (англ. Lucas Oil Stadium) — стадион с раздвижной крышей, находящийся в Индианаполисе, штат Индиана. Стадион знаменит своим большим открытием 16 августа 2008 года. Этот стадион стал домашней ареной для клуба Национальной футбольной лиги — «Индианаполис Колтс», заменив «RCA Dome».